# Mistrovství světa v silniční cyklistice mužů – časovka jednotlivců
Toto je listina časovky mužů v silniční cyklistice na mistrovství světa.

## Rekordmani v časovce jednotlivců

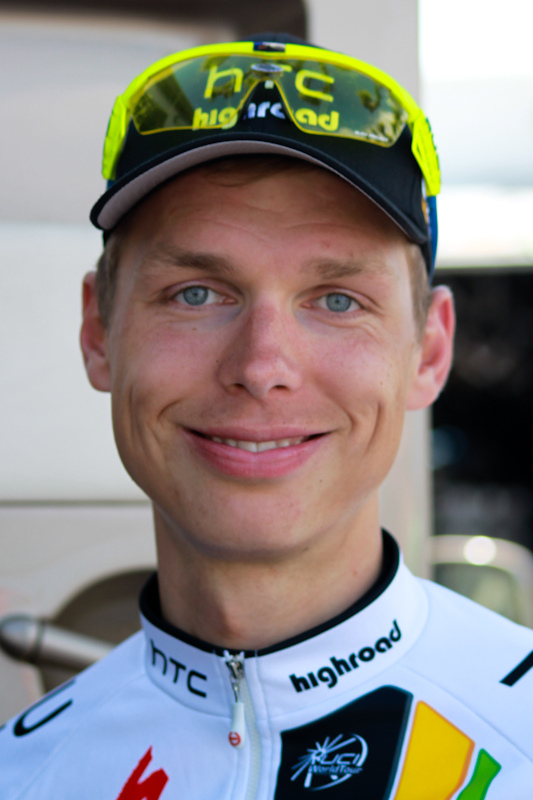
4x -  Tony Martin
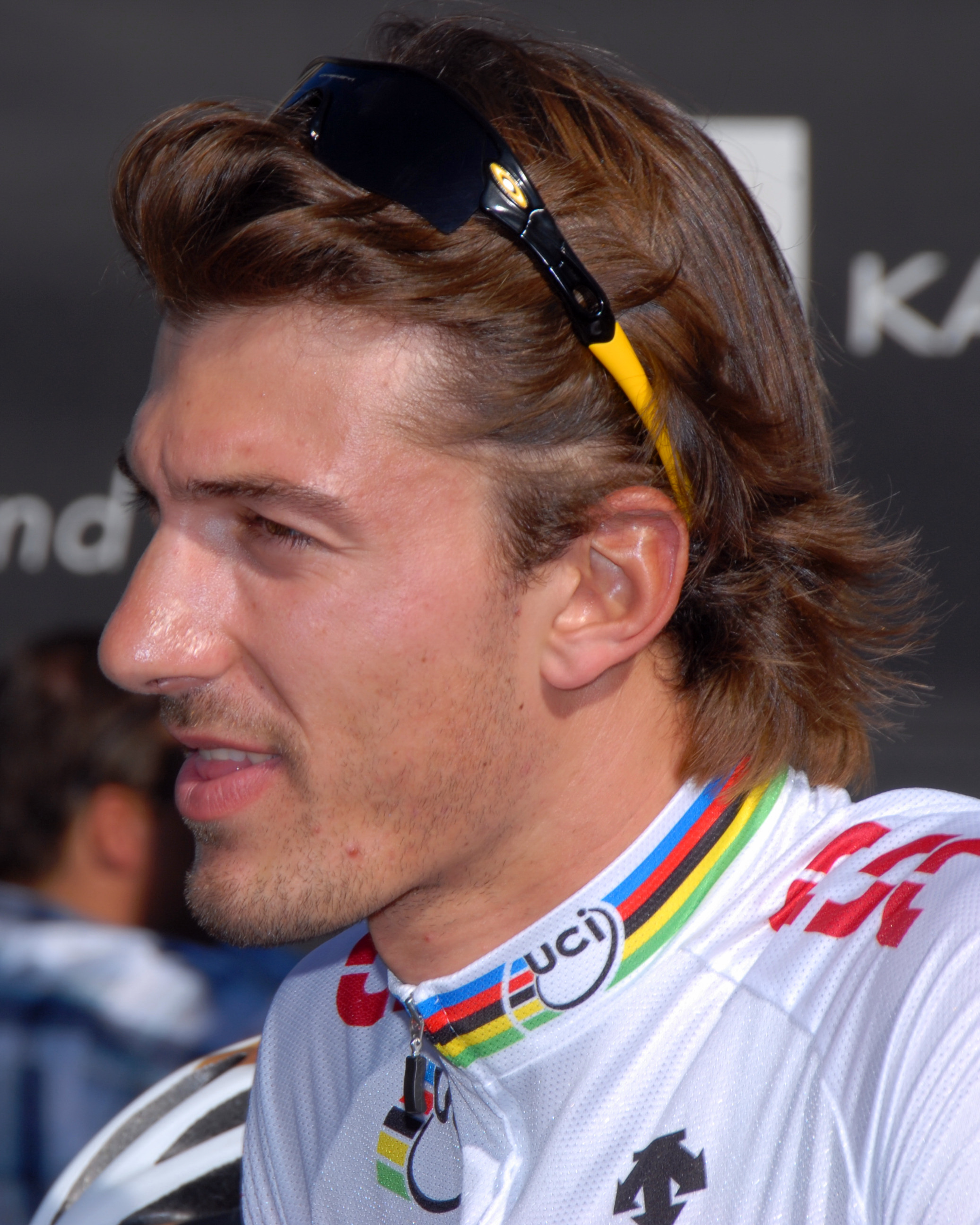
4x -  Fabian Cancellara
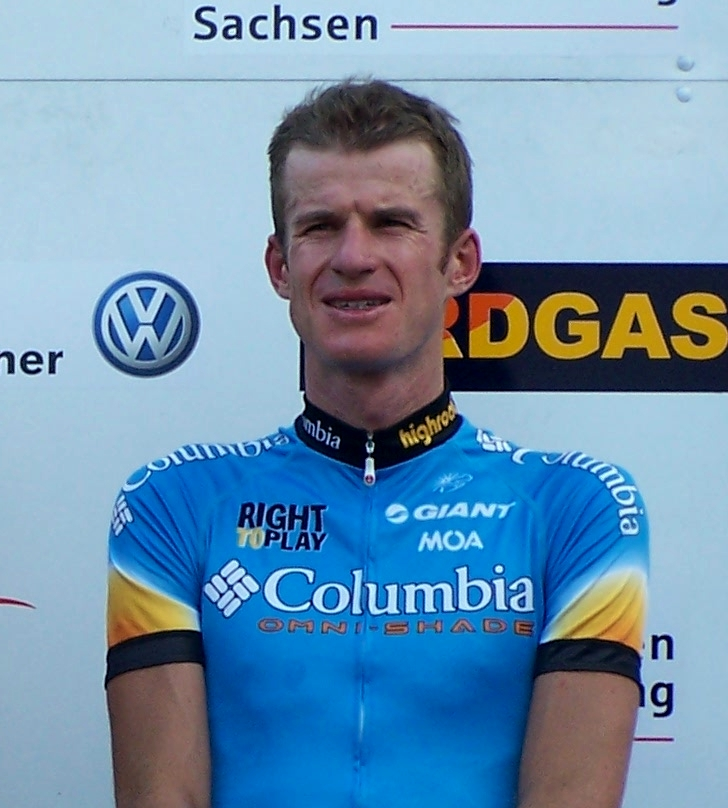
3x -  Michael Rogers

## Medailisté
| Rok / místo           | Zlato             | Stříbro             | Bronz                     |
| --------------------- | ----------------- | ------------------- | ------------------------- |
| MS 1994 Agrigento     | Chris Boardman    | Andrea Chiurato     | Jan Ullrich               |
| MS 1995 Duitama       | Miguel Indurain   | Abraham Olano       | Uwe Peschel               |
| MS 1996 Lugano        | Alex Zülle        | Chris Boardman      | Tony Rominger             |
| MS 1997 San Sebastián | Laurent Jalabert  | Serhij Hončar       | Chris Boardman            |
| MS 1998 Valkenburg    | Abraham Olano     | Melchor Mauri       | Serhij Hončar             |
| MS 1999 Verona        | Jan Ullrich       | Michael Andersson   | Chris Boardman            |
| MS 2000 Plouay        | Serhij Hončar     | Michael Rich        | Laszlo Bodrogi            |
| MS 2001 Lisabon       | Jan Ullrich       | David Millar        | Santiago Botero           |
| MS 2002 Zolder        | Santiago Botero   | Michael Rich        | Igor González de Galdeano |
| MS 2003 Hamilton      | Michael Rogers    | Uwe Peschel         | Michael Rich              |
| MS 2004 Verona        | Michael Rogers    | Michael Rich        | Alexandr Vinokurov        |
| MS 2005 Madrid        | Michael Rogers    | José Iván Gutiérrez | Fabian Cancellara         |
| MS 2006 Salcburk      | Fabian Cancellara | David Zabriskie     | Alexandr Vinokurov        |
| MS 2007 Stuttgart     | Fabian Cancellara | Lászlo Bodrogi      | Stef Clement              |
| MS 2008 Varese        | Bert Grabsch      | Svein Tuft          | David Zabriskie           |
| MS 2009 Mendrisio     | Fabian Cancellara | Gustav Larsson      | Tony Martin               |
| MS 2010 Geelong       | Fabian Cancellara | David Millar        | Tony Martin               |
| MS 2011 Kodaň         | Tony Martin       | Bradley Wiggins     | Fabian Cancellara         |
| MS 2012 Limburg       | Tony Martin       | Taylor Phinney      | Vasil Kiryjenka           |
| MS 2013 Florencie     | Tony Martin       | Bradley Wiggins     | Fabian Cancellara         |
| MS 2014 Ponferrada    | Bradley Wiggins   | Tony Martin         | Tom Dumoulin              |
| MS 2015 Richmond      | Vasil Kiryjenka   | Adriano Malori      | Jérôme Coppel             |
| MS 2016 Dauhá         | Tony Martin       | Vasil Kiryjenka     | Jonathan Castroviejo      |
| MS 2017 Bergen        | Tom Dumoulin      | Primož Roglič       | Chris Froome              |
| MS 2018 Innsbruck     | Rohan Dennis      | Tom Dumoulin        | Victor Campenaerts        |
| MS 2019 Yorkshire     | Rohan Dennis      | Remco Evenepoel     | Filippo Ganna             |
| MS 2020 Imola         | Filippo Ganna     | Wout van Aert       | Stefan Küng               |
| MS 2021 Bruggy        | Filippo Ganna     | Wout van Aert       | Remco Evenepoel           |
| MS 2022 Wollongong    | Tobias Foss       | Stefan Küng         | Remco Evenepoel           |
| MS 2023 Glasgow       | Remco Evenepoel   | Filippo Ganna       | Joshua Tarling            |
| MS 2024 Curych        | Remco Evenepoel   | Filippo Ganna       | Edoardo Affini            |

### Medailisté podle zemí
(Po MS 2024)
| Pořadí  | Stát               | Zlato | Stříbro | Bronz | Celkem |
| ------- | ------------------ | ----- | ------- | ----- | ------ |
| 1       | Německo            | 7     | 5       | 5     | 17     |
| 2       | Švýcarsko          | 5     | 1       | 5     | 11     |
| 3       | Austrálie          | 5     | 0       | 0     | 5      |
| 4       | Spojené království | 2     | 5       | 4     | 11     |
| 5       | Belgie             | 2     | 3       | 3     | 8      |
| 6       | Itálie             | 2     | 4       | 2     | 8      |
| 7       | Španělsko          | 2     | 3       | 2     | 7      |
| 8       | Nizozemsko         | 1     | 1       | 2     | 4      |
| 9       | Bělorusko          | 1     | 1       | 1     | 3      |
| 9       | Ukrajina           | 1     | 1       | 1     | 3      |
| 10      | Kolumbie           | 1     | 0       | 1     | 2      |
| 10      | Francie            | 1     | 0       | 1     | 2      |
| 11      | Norsko             | 1     | 0       | 0     | 1      |
| 12      | USA                | 0     | 2       | 1     | 3      |
| 13      |                    |       |         |       |        |
| Švédsko | 0                  | 2     | 0       | 2     |        |
| 14      | Maďarsko           | 0     | 1       | 1     | 2      |
| 15      | Kanada             | 0     | 1       | 0     | 1      |
| 15      | Slovinsko          | 0     | 1       | 0     | 1      |
| 16      | Kazachstán         | 0     | 0       | 2     | 2      |